# Minoesch Jorissen
Minoesch Jorissen (Bergen, 6 maart 1964) is een Nederlands presentatrice, die haar televisiecarrière halverwege de jaren 90 begon bij de NCRV.
Jorissen begon met het kinderprogramma Ereprijs 17. In 1992 begonnen AVRO, KRO en NCRV het gezamenlijke kinderblok Alles Kits op Nederland 1. Samen met Bas Westerweel die van de AVRO kwam werd ze een van de vaste presentatoren. Vast onderdeel wat Jorissen in het programma voor haar rekening nam was de KK Foon waar kinderen live naar toe konden bellen als ze iets te vragen of te vertellen hadden.
Na nog enkele programma's bij de NCRV stapte Jorissen over naar RTL 4. Daar presenteerde ze een seizoen van Eigen Huis & Tuin met Nico Zwinkels en Rob Verlinden. Na dat jaar werd ze de vaste presentatrice van RTL Live. Dit was de opvolger van De 5 Uur Show. Ze presenteerde dit programma samen met Beau van Erven Dorens. Het programma kon niet het succes van zijn voorloper evenaren waarna het van de buis verdween. Hierna verdween ook Jorissen geruisloos van het scherm.
In 2005 keerde ze eenmalig terug bij Talpa met het hulpprogramma Laatste kans voor de liefde, waarin een stel dat op het punt staat te scheiden, door een bemiddelaar wordt behandeld met als doel de relatie te herstellen. Het betrof hier een pilotaflevering. Er is geen heel seizoen van gekomen.
Jorissen begon in 2000 als coach en geeft media-, autocue- en interviewtrainingen. Ze coacht onder anderen Nance en Frits Sissing.

## Televisieprogramma's
NCRV:
- Ereprijs 17 (1992)
- Alles Kits (AVRO-KRO-NCRV, 1992-1995)
- Zo Vader, Zo Zoon (panellid 1994-1995)
- Schoolstrijd (1994-1997)
- Hoe Zit Dat? (1995)

RTL 4:
- Eigen Huis en Tuin (1998-1999)
- RTL Live (1998-2001)
- Partner Gezocht (2000-2001)
- Zie Mij Nou (2002)
- Je Echte Leeftijd (2004)

Talpa:
- Laatste kans voor de liefde (2005, eenmalig)